# Vera van Pol
Vera Dorothea Wilhelmina van Pol (Weert, 17 dicembre 1993) è una ginnasta olandese, membro della Nazionale di ginnastica artistica femminile dei Paesi Bassi.

## Carriera

### 2021
Nel 2021 viene scelta per partecipare alle Olimpiadi di Tokyo insieme a Lieke Wevers, Sanne Wevers e Eythora Thorsdottir.
Il 25 luglio prende parte alle Qualifiche, ma l'Olanda non riesce a qualificarsi per la finale a squadre.